# Сарайлич, Нафия
Нафия Сарайлич (в девичестве — Хаджикарич; алб. Nafija Sarajlić; 3 октября 1893, Сараево — 15 января 1970, Сараево) — первая боснийская женщина — писательница-прозаик.

## Биография
Нафия Сарайлич родилась 3 октября 1893 в Сараево, Босния и Герцеговина, в боснийской семье мастеров. Она была одним из восьми детей — три сына и пять дочерей. Её отец, Авдия Хаджикарич, много времени уделял воспитанию и сыновей и дочерей — необычный поступок среди мусульман в XIX веке. Его пять дочерей получили образование в Сараево, чтобы стать учительницами. Приходилось выполнять домашнее задание при свете жировых свечей и ежедневно ходить в школу. Нафия получила образование и три года работала учительницей начальных классов.
В 17 лет Нафия Хаджикарич вышла замуж за писателя Шемсудина Сарайлича. У них родилось пятеро детей: Халида (1912 г.р.), Халид (1914 г.р.), Джемаль (1918 г.р.), Абдурахман (1920 г.р.) и Недвета (1925 г.р.). Их старшая дочь Халида скончалась в 1918 году в возрасте шести лет. Брак не прервал её увлечения образованием и заставил молодую женщину начать писать рассказы. После смерти самого старшего ребёнка Сарайлыч больше никогда не писала и отошла от общественной жизни.
В 1960 году Нафия стала вдовой после 50 лет брака. Сарайлич скончалась 15 января 1970 года в Сараево. Вскоре после её смерти писатель Алия Исакович сказал: «Она умерла тихо, как жила. Никто кроме небольшого количества друзей и поклонников не знал, что первый прозаик среди мусульманских женщин умер».

## Творческая деятельность
Перед Первой мировой войной Сарайлич начала публиковать свои короткие истории, которые она называла Teme (Темы). Её первая история «Rastanak» была опубликована в журнале Земан, основанный в Мостаре в 1912 году. Она написала 23 рассказа, опубликованных между 1912 и 1918 годами. Другие новеллы были опубликованы в журнале Biser при поддержке редактора Мусы Чазима Чатича.
Сарайлич, как единственный представитель боснийской литературы в период Австро-Венгрии, отвечала литературным тенденциям того периода, хотя пробыла в литературном мире очень короткий срок. Она издала сборник рассказов до и во время Первой мировой войны. Сама литература в этот период пыталась европеизировать боснийскую культуру и её народ в соответствии с духом нового времени. Её произведения охватывали разные темы и социальные проблемы того времени: перемещение боснийцев во время Первой мировой войны, предрассудки, бедность и социальную отсталость. В 1978 году писатель Мурис Идризович заметил, что её рассказы «выглядят как живые наблюдения» и сказал, что Сарайлич была «наблюдателем жизни, аналитиком».